# Villarmún
Villarmún es una localidad española perteneciente al municipio de Gradefes, en la provincia de León, comunidad autónoma de Castilla y León. Se encuentra a 18 kilómetros de la capital provincial, entre los ríos Esla y Porma, en el valle de Eslonza. Se le conoce por la zona de la Abadía.

## Patrimonio
Existen referencias de este lugar ya a principios del siglo X en un documento de una donación realizada al monasterio de San Pedro de Eslonza, hoy en ruinas (ver Ruinas del Monasterio de San Pedro de Eslonza).
La Iglesia de Nuestra Señora de la Asunción de Villarmún aparece citada ya en 1137 por una disputa establecida entre el monasterio anterior y el de San Isidoro de León. Consta de una única nave rectangular y un pequeño ábside, rectangular al exterior pero de herradura en el interior. Aparece cubierta con bóveda de madera en doble vertiente y la capilla del ábside con una bóveda semiesférica sin imposa de arranque. A los siglos XI y XII pertenecen los muros de la nave y el interior de la cabecera, no muy diferente a la que presenta el Monasterio de San Miguel de Escalada, y a los siglos XII y XIII la modificación de las cornisas. Es por tanto una iglesia románica realizada a partir de un modelo prerrománico.

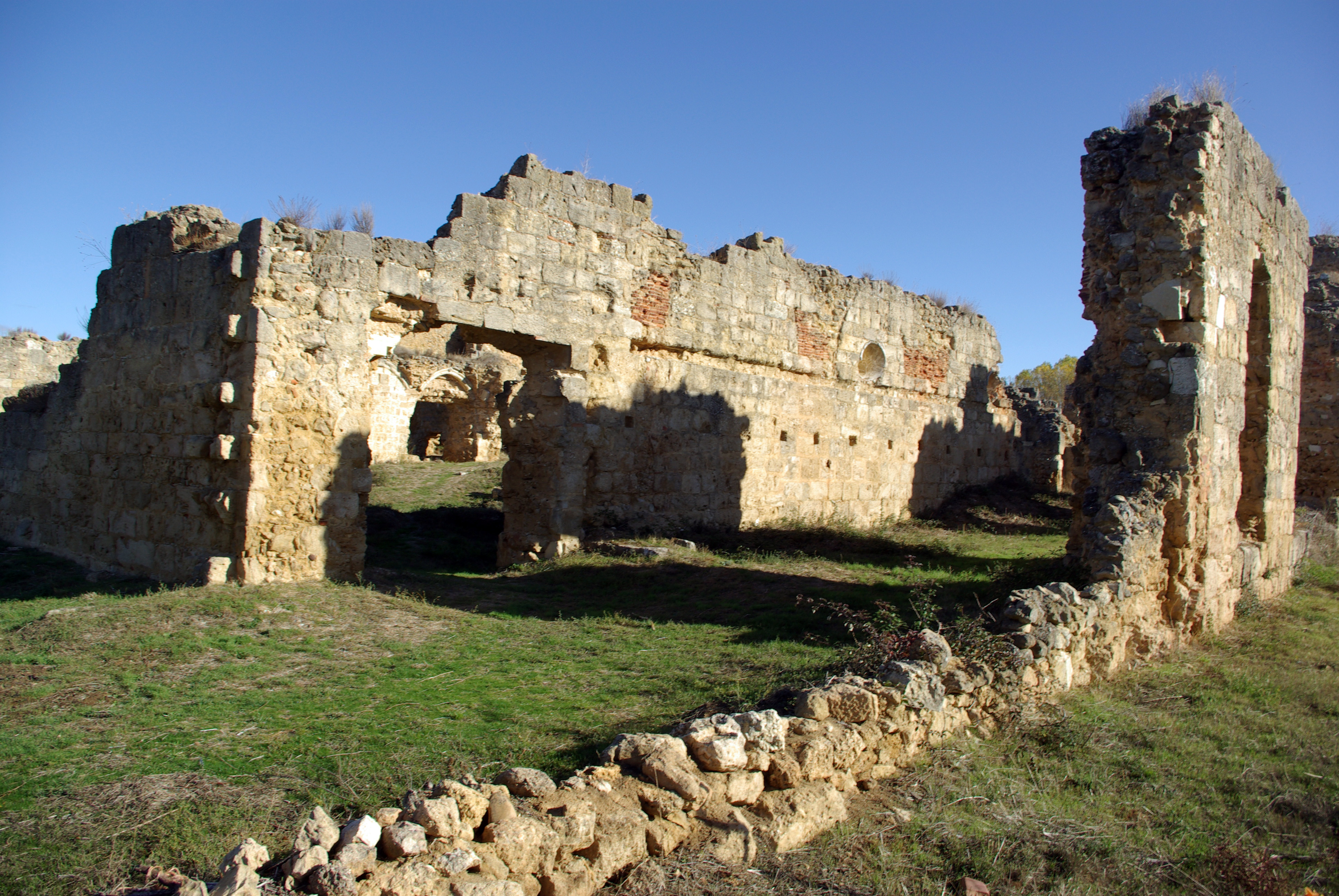
Monasterio de San Pedro de Eslonza

## Comunicaciones
Para llegar desde León, se deberá coger la N-601, y en Puente Villarente tomar el desvío de Gradefes, el pueblo se encuentra en el kilómetro 7.